# Список кавалеров ордена «За заслуги перед Отечеством» за 2002 год

## Кавалеры ордена II степени
1. 14 января 2002 года, № 38 — Логунов, Анатолий Алексеевич — академик Российской академии наук, директор Государственного научного центра Российской Федерации «Институт физики высоких энергий», Московская область
2. 29 января 2002 года, № 110 — Покровский, Борис Александрович — художественный руководитель и главный режиссёр Московского государственного академического Камерного музыкального театра под художественным руководством Б. А. Покровского
3. 11 февраля 2002 года, № 156 — Яковлев, Вениамин Фёдорович — Председатель Высшего арбитражного суда Российской Федерации
4. 8 марта 2002 года, № 262 — Матвеев, Евгений Семёнович — кинорежиссер-постановщик киноконцерна «Мосфильм», город Москва
5. 20 марта 2002 года, № 292 — Антонова, Ирина Александровна — директор Государственного музея изобразительных искусств имени А. С. Пушкина, город Москва
6. 3 апреля 2002 года, № 322 — Горынин, Игорь Васильевич — академик Российской академии наук, директор федерального государственного унитарного предприятия «Центральный научно-исследовательский институт конструкционных материалов «Прометей», город Санкт-Петербург
7. 10 апреля 2002 года, № 367 — полковник Афанасьев, Виктор Михайлович — заместитель командира отряда космонавтов — инструктор-космонавт-испытатель Российского государственного научно-исследовательского испытательного центра подготовки космонавтов имени Ю. А. Гагарина, Московская область
8. 10 апреля 2002 года, № 367 — Усачёв, Юрий Владимирович — инструктор-космонавт-испытатель открытого акционерного общества «Ракетно-космическая корпорация „Энергия“ имени С. П. Королева», Московская область
9. 26 июня 2002 года, № 652 — Кутафин, Олег Емельянович — ректор Московской государственной юридической академии, председатель Комиссии по вопросам гражданства при Президенте Российской Федерации
10. 21 сентября 2002 года, № 1012 — Кобзон, Иосиф Давыдович — заместитель председателя Комитета Государственной думы по культуре и туризму, солист государственного учреждения культуры «Московское государственное концертное объединение «Москонцерт»

## Кавалеры ордена III степени
1. 2 марта 2002 года, № 248 — Степашин, Сергей Вадимович — Председатель Счётной палаты Российской Федерации
2. 12 апреля 2002 года, № 382 — Самойлов, Евгений Валерианович — артист Государственного академического Малого театра России, город Москва
3. 15 апреля 2002 года, № 390 — Башмет, Юрий Абрамович — профессор, заведующий кафедрой экспериментального альта Московской государственной консерватории имени П. И. Чайковского
4. 27 апреля 2002 года, № 421 — Григорович, Юрий Николаевич — хореограф-постановщик Государственного академического Большого театра России, город Москва
5. 10 мая 2002 года, № 457 — Вольский, Аркадий Иванович — президент Российского союза промышленников и предпринимателей (работодателей), город Москва
6. 21 июня 2002 года, № 643 — Пашкевич, Игорь Александрович — директор закрытого акционерного общества «Центральный научно-исследовательский институт судового машиностроения», город Санкт-Петербург
7. 9 июля 2002 года, № 714 — Храмов, Рэм Андреевич — заместитель председателя Комитета Государственной думы по природным ресурсам и недропользованию
8. 29 июля 2002 года, № 810 — Пирузян, Лев Арамович — академик, главный научный сотрудник Института химической физики имени академика Н. Н. Семенова Российской академии наук, город Москва
9. 16 октября 2002 года, № 1192 — Дражнюк, Александр Александрович — руководитель Федеральной службы геодезии и картографии России
10. 31 октября 2002 года, № 1272 — Грабчак, Леонид Георгиевич — ректор Московского государственного геологоразведочного университета имени Серго Орджоникидзе
11. 26 ноября 2002 года, № 1358 — Федосеев, Владимир Иванович — художественный руководитель и главный дирижер Государственного академического Большого симфонического оркестра имени П. И. Чайковского, город Москва
12. 27 ноября 2002 года, № 1366 — Артынова, Лариса Леонидовна — почетный директор Академического музыкального училища при Московской государственной консерватории имени П. И. Чайковского
13. 2 декабря 2002 года, № 1374 — Щедрин, Родион Константинович — композитор, город Москва

## Кавалеры ордена IV степени
1. 14 января 2002 года, № 34 — Дуров, Лев Константинович — режиссёр, артист Московского драматического театра на Малой Бронной
2. 14 января 2002 года, № 35 — Пуговкин, Михаил Иванович — артист кино, город Москва
3. 14 января 2002 года, № 36 — Федотов, Сергей Александрович — академик, директор Института вулканологии Дальневосточного отделения Российской академии наук, Камчатская область
4. 14 января 2002 года, № 37 — Родиченко, Владимир Сергеевич — вице-президент Олимпийского комитета России, город Москва
5. 18 января 2002 года, № 64 — Баранов, Владимир Дмитриевич — директор государственного учреждения транспорта и транспортных коммуникаций «Яроблтранском», Ярославская область
6. 18 января 2002 года, № 64 — Штернфельд, Владимир Давидович — президент открытого акционерного общества «Штерн-цемент», город Москва
7. 22 января 2002 года, № 78 — Сидоров, Александр Леонидович — мэр города Сургута Ханты-Мансийского автономного округа
8. 25 января 2002 года, № 86 — Горобцов, Виктор Васильевич — председатель колхоза имени Ленина Жуковского района Калужской области
9. 25 января 2002 года, № 91 — Никитин, Юрий Петрович — директор Научно-исследовательского института терапии Сибирского отделения Российской академии медицинских наук, Новосибирская область
10. 25 января 2002 года, № 92 — Цыганенко, Александр Максимович — ректор Московского государственного университета печати
11. 31 января 2002 года, № 116 — Лещенко, Лев Валерьянович — художественный руководитель Государственного театра эстрадных представлений «Музыкальное агентство», город Москва
12. 31 января 2002 года, № 123 — Лушин, Владимир Петрович — заместитель председателя Комитета Государственной думы по обороне (посмертно)
13. 8 февраля 2002 года, № 155 — Сафронов, Сергей Дорофеевич — начальник агломерационного производства открытого акционерного общества «Северсталь», Вологодская область
14. 5 апреля 2002 года, № 353 — полковник Гидзенко, Юрий Павлович — командир группы, инструктор-космонавт-испытатель отряда космонавтов Российского государственного научно-исследовательского испытательного центра подготовки космонавтов имени Ю. А. Гагарина, Московская область
15. 5 апреля 2002 года, № 353 — Крикалёв, Сергей Константинович — инструктор-космонавт-испытатель открытого акционерного общества «Ракетно-космическая корпорация „Энергия“ имени С. П. Королева», Московская область
16. 6 апреля 2002 года, № 356 — Баталова, Рима Акбердиновна — заслуженный мастер спорта России, Республика Башкортостан
17. 8 апреля 2002 года, № 364 — Третьяк, Владислав Александрович — президент фонда «Международная спортивная академия Владислава Третьяка», город Москва
18. 12 апреля 2002 года, № 381 — Кишкин, Сергей Тимофеевич — советник генерального директора государственного предприятия Всероссийский научно-исследовательский институт авиационных материалов «ВИАМ», город Москва
19. 15 апреля 2002 года, № 390 — Калягин, Александр Александрович — художественный руководитель Московского театра «ЕТС» («ЕТ СЕТЕРА») под руководством Александра Калягина
20. 19 апреля 2002 года, № 402 — Рева, Владимир Дмитриевич — руководитель Федерального управления медико-биологических и экстремальных проблем при Министерстве здравоохранения Российской Федерации
21. 27 апреля 2002 года, № 421 — Макарова, Людмила Иосифовна — артистка Российского государственного академического Большого драматического театра имени Г. А. Товстоногова, город Санкт-Петербург
22. 27 апреля 2002 года, № 429 — Косован, Анатолий Павлович — директор Государственного научно-исследовательского института хлебопекарной промышленности, президент Российского союза пекарей, город Москва
23. 6 июня 2002 года, № 568 — Шевцов, Владимир Иванович — генеральный директор Российского научного центра «Восстановительная травматология и ортопедия» имени академика Г. А. Илизарова, город Курган
24. 21 июня 2002 года, № 643 — Каблов, Евгений Николаевич — генеральный директор федерального государственного унитарного предприятия «Всероссийский научно-исследовательский институт авиационных материалов», город Москва
25. 9 июля 2002 года, № 704 — Воронин, Геннадий Петрович — генеральный директор федерального государственного учреждения «Российский центр испытаний и сертификации — Москва» (Ростест — Москва)
26. 9 июля 2002 года, № 705 — Ждан, Евгений Борисович (архиепископ Евгений) — правящий архиерей Нижегородской и Арзамасской епархии Русской православной церкви
27. 22 июля 2002 года, № 753 — Мерцалов, Анатолий Александрович — главный федеральный инспектор управления по работе с органами власти субъектов и органами местного самоуправления аппарата полномочного представителя Президента Российской Федерации в Центральном федеральном округе
28. 22 июля 2002 года, № 756 — Неёлов, Юрий Васильевич — губернатор Ямало-Ненецкого автономного округа
29. 22 июля 2002 года, № 757 — Судаков, Константин Викторович — академик Российской академии медицинских наук, директор государственного учреждения «Научно-исследовательский институт нормальной физиологии имени П. К. Анохина» Российской академии медицинских наук, город Москва
30. 29 июля 2002 года, № 807 — Рокецкий, Леонид Юлианович — член Совета Федерации Федерального собрания Российской Федерации от Думы Таймырского (Долгано-Ненецкого) автономного округа
31. 29 июля 2002 года, № 813 — Боровков, Александр Алексеевич — академик, заведующий лабораторией Института математики имени С. Л. Соболева Сибирского отделения Российской академии наук, Новосибирская область
32. 31 июля 2002 года, № 828 — Ярыгин, Владимир Никитич — ректор Российского государственного медицинского университета, город Москва
33. 5 августа 2002 года, № 834 — Бирюков, Юрий Станиславович — первый заместитель Генерального прокурора Российской Федерации
34. 5 августа 2002 года, № 836 — Крохмаль, Виктор Васильевич — заместитель полномочного представителя Президента Российской Федерации в Южном федеральном округе
35. 30 августа 2002 года, № 919 — Богданчиков, Сергей Михайлович — президент открытого акционерного общества Нефтяная компания «Роснефть», город Москва
36. 11 сентября 2002 года, № 977 — Балыхин, Григорий Артёмович — первый заместитель министра образования Российской Федерации
37. 13 сентября 2002 года, № 983 — Лосенков, Леонид Филиппович — директор закрытого акционерного общества коллективного сельскохозяйственного предприятия «Кубань» Новокубанского района Краснодарского края
38. 21 сентября 2002 года, № 1024 — Шпильрайн, Эвальд Эмильевич — член-корреспондент, директор отделения Института высоких температур Российской академии наук, город Москва
39. 23 сентября 2002 года, № 1034 — Григорьев, Дмитрий Васильевич — заместитель начальника отделения Российского федерального ядерного центра — Всероссийского научно-исследовательского института экспериментальной физики, Нижегородская область
40. 24 сентября 2002 года, № 1064 — Таболин, Вячеслав Александрович — заведующий кафедрой Российского государственного медицинского университета, город Москва
41. 30 сентября 2002 года, № 1098 — Кашпур, Владимир Терентьевич — артист Московского Художественного академического театра имени А. П. Чехова
42. 30 сентября 2002 года, № 1107 — Варов, Владимир Константинович — заместитель министра труда и социального развития Российской Федерации
43. 9 октября 2002 года, № 1140 — Говорин, Борис Александрович — губернатор Иркутской области
44. 10 октября 2002 года, № 1148 — Толстой, Георгий Кириллович — профессор Санкт-Петербургского государственного университета
45. 10 октября 2002 года, № 1149 — Сахарова, Людмила Павловна — художественный руководитель Пермского государственного хореографического училища
46. 16 октября 2002 года, № 1193 — Гранов, Анатолий Михайлович — директор Центрального научно-исследовательского рентгено-радиологического института, город Санкт-Петербург
47. 17 октября 2002 года, № 1196 — Ясин, Евгений Григорьевич — научный руководитель Государственного университета — Высшей школы экономики, город Москва
48. 28 октября 2002 года, № 1265 — Распутин, Валентин Григорьевич — писатель, Иркутская область
49. 28 октября 2002 года, № 1267 — Дудинская, Наталия Михайловна — заведующая кафедрой Академии русского балета имени А. Я. Вагановой, город Санкт-Петербург
50. 28 октября 2002 года, № 1269 — Казенин, Владислав Игоревич — председатель Союза композиторов России, город Москва
51. 14 ноября 2002 года, № 1327 — Мамедов, Георгий Энверович — заместитель министра иностранных дел Российской Федерации
52. 26 ноября 2002 года, № 1357 — Грязнова, Алла Георгиевна — ректор Финансовой академии при Правительстве Российской Федерации
53. 27 ноября 2002 года, № 1362 — Тищенко, Борис Иванович — профессор Санкт-Петербургской государственной консерватории имени Н. А. Римского-Корсакова
54. 27 ноября 2002 года, № 1363 — Петров, Анатолий Валентинович — заместитель мэра Москвы в правительстве Москвы, полномочный представитель мэра Москвы в Московской городской Думе
55. 27 ноября 2002 года, № 1364 — Панибратов, Юрий Павлович — ректор Санкт-Петербургского государственного архитектурно-строительного университета
56. 17 декабря 2002 года, № 1414 — Брижан, Анатолий Илларионович — генеральный директор открытого акционерного общества «Синарский трубный завод», Свердловская область
57. 17 декабря 2002 года, № 1418 — Гусев, Леонид Иванович — генеральный конструктор, первый заместитель генерального директора федерального государственного унитарного предприятия «Российский научно-исследовательский институт космического приборостроения», город Москва
58. 24 декабря 2002 года, № 1440 — Ведерников, Александр Филиппович — солист, концертный исполнитель, город Москва